# Coco Islands
Coco Islands är öar i Myanmar. De ligger i den södra delen av landet, 700 km söder om huvudstaden Naypyidaw.